# 周錦輝
周錦輝，OMT（1950年—），男，生於香港，前勵駿創建集團聯席主席兼非執行董事、澳門漁人碼頭國際投資股份有限公司董事兼行政總裁、澳門繁榮促進會會長。
勵盈投資由澳門周錦輝和夫人陳美儀於2012年9月創建，澳門置地廣場、漁人碼頭、巴比倫娛樂場等均屬於周錦輝集團旗下，創立了「澳門中小型企業聯合總商會」並擔任會長。
周錦輝合共持有19.21億股澳門勵駿(1680)、或30.83％股份。

## 生平
周锦辉曾修讀美國大學酒店管理課程及旅遊、娛樂、博彩專業課程。
1996年起以繁榮澳門同盟，循直接選舉進入澳門立法會。2005年曾打算以間接選舉連任，但因提名不足而要回到直選，最後以6081票連任；周也是佛得角駐澳門的名譽領事。
2009年放棄角逐連任，其妻陳美儀另以新的組別名稱參選。2013年任第十二屆全國政協委員（社會福利和社會保障界）。

## 荣誉
2006年獲澳門政府授予旅遊功績勳章。

## 相關
- 勵駿酒店 (北京)